# Joseph Franz Wagner
Joseph Franz Wagner (Wenen, 20 maart 1856 – aldaar, 5 juni 1908) was een Oostenrijks componist en dirigent (militairkapelmeester).

## Levensloop
Wagner werd na zijn muzikale opleiding militaire kapelmeester van de kapel van het Infanterie Regiment No. 47 te Trente, dat toen nog als stad in het Vorstelijk Graafschap Tirol tot de Dubbelmonarchie Oostenrijk-Hongarije behoorde en de Duitse naam Trient droeg. Maar dit orkest was ook in Wenen, Marburg an der Drau en Graz gestationeerd. Daarna was hij in dezelfde functie tot 1899 bij de militaire kapel van het Infanterie Regiment No. 49 in Krems an der Donau. Deze kapel had haar inzetplaatsen ook in Brünn en in Wenen. 
Als componist van een opera en rond 400 militaire marsen, waarvan rond 250 gepubliceerd werden, werd hij vooral ook international bekend met zijn opus 159, de mars Unter dem Doppeladler. Deze mars was aansluitend de mars van het 1e Oostenrijkse Artellerie Regiment No. 2.

## Composities

### Werken voor harmonieorkest
|  |                                                               |
|  | Unter dem Doppeladler van Joseph Franz Wagner (download·info) |

- 1891: - Unter dem Doppeladler, mars, op. 159
- 1900: - Tiroler Holzhacker Buab'n, mars, op. 356
- 1902: - Österreichischer Postmarsch, op. 384
- 1907: - Man lebt nur einmal, ouverture, op. 277
- - 47er Regimentsmarsch, op. 180
- - Briefgeheimnis, polka mazurka
- - Burenlied-Marsch
- - Das Schwert Österreichs
- - Der Stutzer, mars, op. 160 - ook bekend als: Dude's march
- - Dorfschwalben, mars
- - Einen schönen Gruß aus Graz, wals
- - Einrücken
- - Erzherzog Johann-Jodler
- - Gigerl-Marsch, op. 150
- - Gruß von der Donau, mars, op. 241
- - Holke'scher Jägermarsch
- - In deinem Lager ist Österreich, mars
- - Kaiser Franz Josef I Marsch, op. 227
- - Kärntner Mad'ln, concertmars
- - Kaiserlich und Königlich, mars, op. 273
- - Kohl'nbauern
- - Man lebt nur einmal, op. 277
- - Maria Theresia, mars
- - Ouverture miniature
- - "'s Röserl vom Wörthersee - Walzer im Kärntner Volkston", op. 393
- - Schwert Österreichs, mars
- - Skirt Dance, Schottisch
- - Sonnenberg, mars, op. 385
- - Spazzacammino, mars, op. 358
- - Tantiemenfrei!, op. 337
- - Ungarns Kinder, mars, op. 269
- - Unser Kaiserhaus, mars
- - Waldlercherl, Kuckuck und Frosch, concertpolka voor piccolo en dwarsfluit solo en harmonieorkest, op. 347
- - Washington-Marsch, op. 310[1]
- - Weana Buam, mars
- - Wiener Bürgermeister, mars, op. 175
- - Wienerburg Musik, mars
- - Wiener Naturen, wals, op. 302
- - Wiener Picknick, mars

### Muziektheater

#### Opera's
| Voltooid in | titel       | aktes | première               | libretto |
| ----------- | ----------- | ----- | ---------------------- | -------- |
| 1895        | Der Herzbub |       | 7 februari 1895, Wenen |          |

### Vocale muziek

#### Liederen
- 1898: - "'s arme Haserl", humoristische mars voor zangstem en piano, op. 315 - tekst: Ludwig K. Dolezahl

### Werken voor piano
- - Frisch, frei, froh, fromm! - Willkommen-Marsch, op. 242
- - Gigerl, mars, op. 150